# Немецкая чайная колбаса

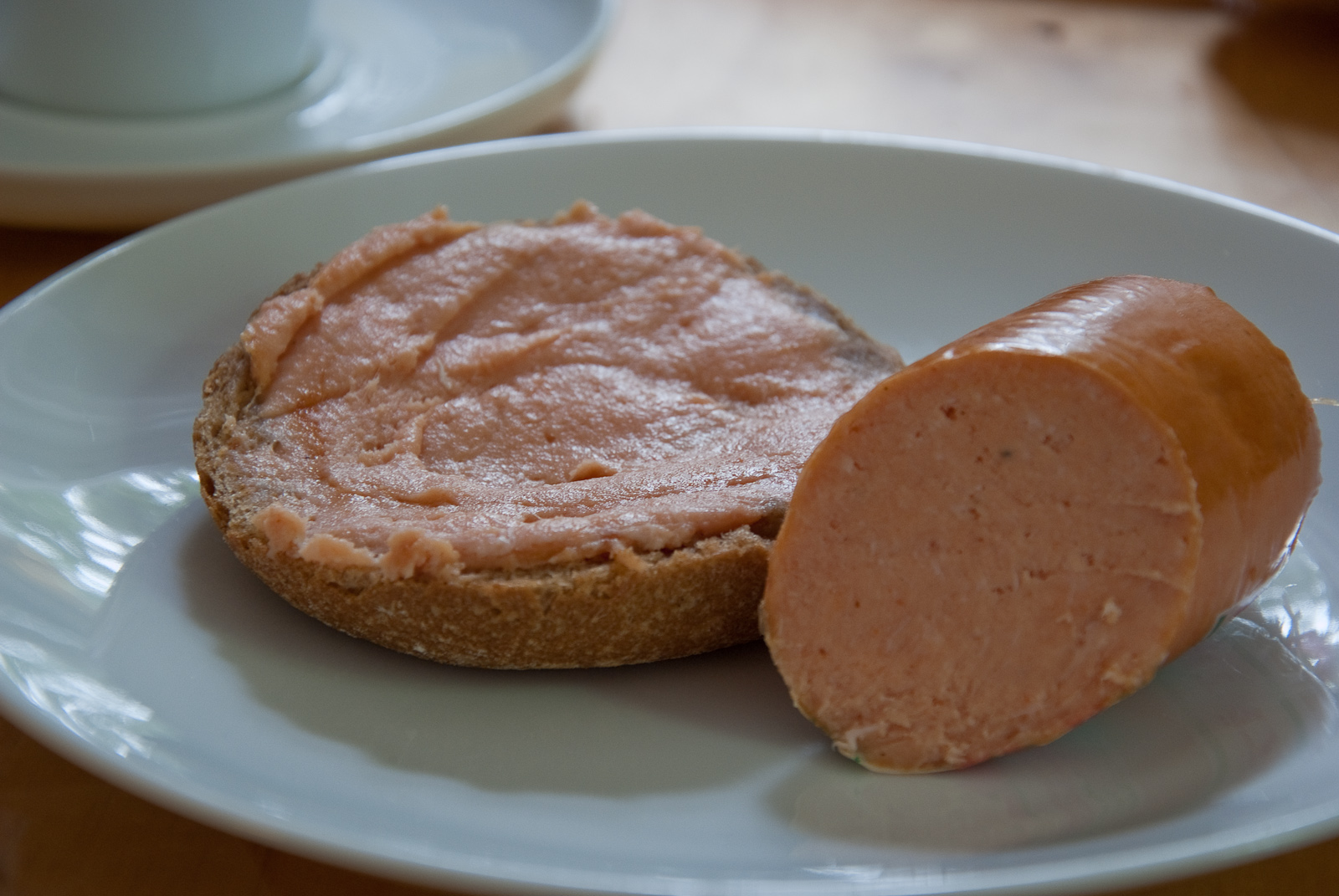
Немецкая чайная колбаса тонкого измельчения на половинке пшенично-ржаной булочки

Немецкая чайная колбаса (те́евурст, нем. Teewurst) — сорт сырокопчёной колбасы мажущейся консистенции из свинины и говядины. Не содержит чая. По одной версии, колбаса названа чайной в честь британских традиций чаепития. По другой версии, такое название колбаса получила потому, что по мнению одного из её производителей из померанского Рюгенвальде Георга Вильгельма Генриха Шмидтхальса, она очень подходит к послеобеденным чаепитиям.
В 1927 году рюгенвальдские колбасники зарегистрировали название «рюгенвальдская чайная колбаса» для своего самого знаменитого продукта. После Второй мировой войны и депортации немцев из Польши производство чайной колбасы было налажено в Западной Германии, в частности, в Бад-Цвишенане был основан «Союз рюгенвальдских производителей колбас», которому принадлежит бренд рюгенвальдской чайной колбасы. По решению Федерального верховного суда Германии, производить рюгенвальдскую чайную колбасу вправе только те предприятия, которые доказали, что раньше размещались в Рюгенвальде.
Для производства чайной колбасы подходят нежирное мясо, которое измельчают на мясорубке и колбасном куттере. Далее в колбасный фарш добавляют нитритную соль, чёрный перец, сладкий капсикум, мацис и можжевеловую водку. Чайную колбасу формуют в искусственную колбасную оболочку калибром 45 мм/40 см. Созревание длится от 24 до 48 часов. Затем колбасу подвергают холодному копчению в течение 12 часов.
В Германии разработаны стандартные рецепты чайной колбасы: грубого измельчения, грубого измельчения по-рюгенвальдски, по-рюгенвальдски, по-берлински, по-гёттингенски, померанская чайная колбаса. Потребление немецкой чайной колбасы не рекомендуется беременным во избежание риска заражения токсоплазмозом.